# Grúz Közszolgálati Televízió
A Grúz Közszolgálati Televízió (grúzul: საქართველოს საზოგადოებრივი მაუწყებელი / Szakartvelosz Szazogadoebrivi Mauckebeli, röviden: GPB) Grúzia közszolgálati televíziós műsorszolgáltatója.

## Története
Grúziában 1925-ben kezdtek rádióadásokat, míg a televízióadásokat 1956-ban kezdték sugározni. Ma a grúz lakosság 85%-ának van hozzáférése az egyes csatornához, míg 55%-nak a kettes csatornához. A grúz tévéműsorokat számos európai és ázsiai országban műholdon és interneten keresztül is vehetők.
A műsorszolgáltatásról szóló törvény 2004-es elfogadása elindította a grúz TV állami műsorszolgáltatóból közszolgálati műsorszolgáltatóvá való átalakulásának folyamatát. 2005-ben a grúz parlament kilenc tagból álló kormányzótanácsot választott. Egyikük, Tamar Kintsurashvili, a Liberty Institute munkatársa, később a GPB első főigazgatójává választották. Jelenleg Tinatin Berdzenishvili tölti be ezt a pozíciót.

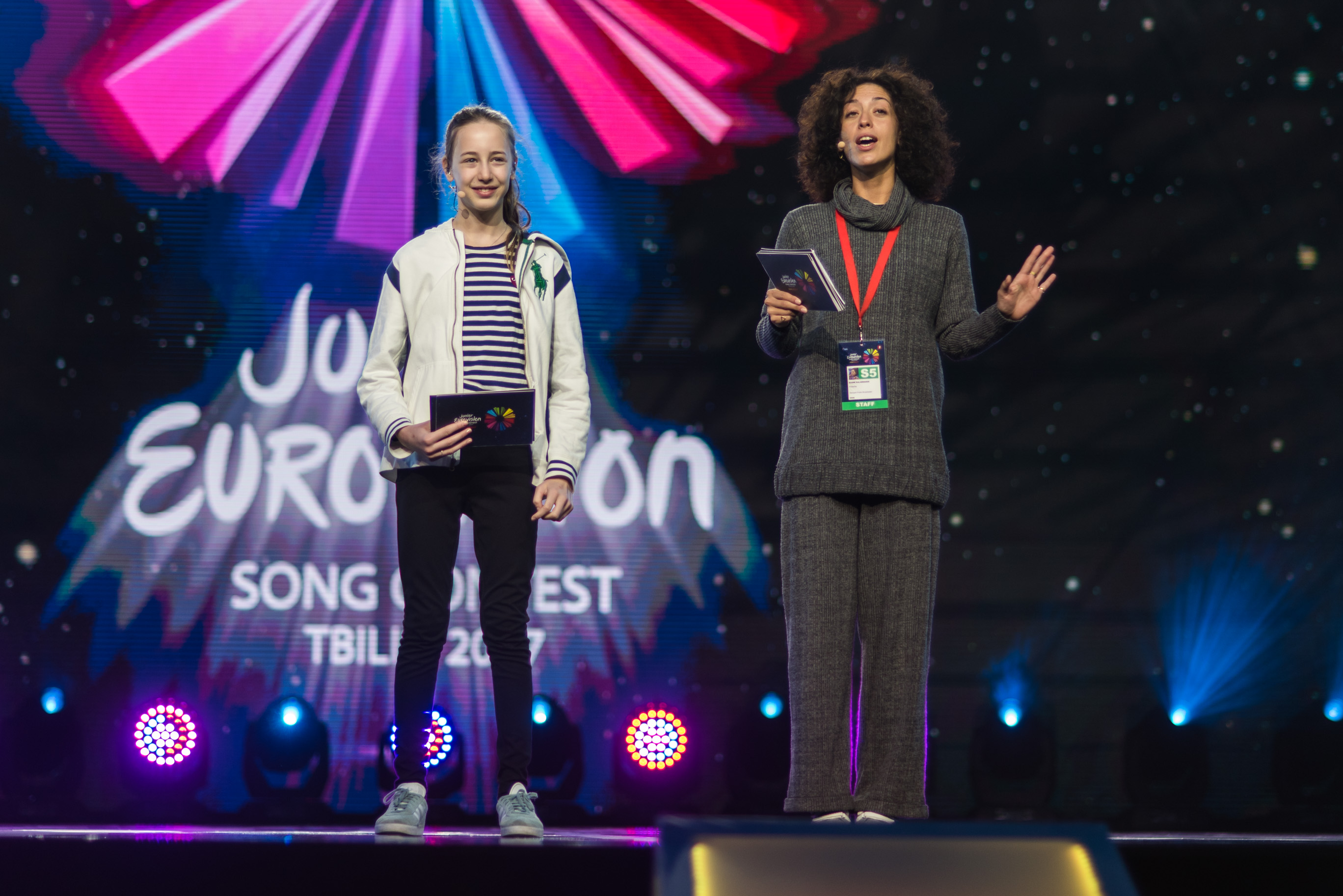
A Grúziában rendezett Junior Eurovízió műsorvezetői

A GPB 2005 óta aktív tagja az Európai Műsorsugárzók Uniójának, ezáltal 2007-ben csatlakozni tudott az Eurovíziós Dalfesztiválhoz, majd a Junior Eurovíziós Dalfesztiválhoz is.
Grúzia 2016-os Junior Eurovíziós győzelme után 2017. február 1-jén a GPB bejelentette, hogy a 2017-es dalversenynek Grúzia ad otthont. A háromszoros győztes országnak azonban ez volt az első rendezése. A rendezés jogát a Tbilisziben található Tbiliszi Sportpalota nyerte. Azonban augusztusban bejelentették, hogy a szervezők által megfelelőbbnek talált, 4 000 férőhelyes Olimpiai Palota ad otthont a versenynek. A verseny november 26-án került megrendezésre, a győztes az Oroszországot képviselő Polina Boguszevics lett. Grúzia mindössze három ponttal kapott kevesebbet, így második helyezett lett.

## Televíziócsatornák
| Csatorna neve | Tematika                                 | Indulás dátuma |
| ------------- | ---------------------------------------- | -------------- |
| 1TV           | általános tematikájú televíziós csatorna | 1956.          |
| 1TV Education | oktatási formátum                        | 1963.          |

## Rádiócsatornák
- Georgian Radio – általános tematikájú állomás, amely információkat és szórakoztató tartalmakat sugároz (az ország etnikai kisebbségei számára is)
- Georgian Radio music – tematikus állomás zenei tartalommal és oktatási programokkal idősebb korosztályoknak,